# Renée Humphrey
Renée Humphrey (* 27. Januar 1975 in San Mateo, Kalifornien) ist eine US-amerikanische Schauspielerin.

## Leben
Renee Humphrey wurde 1975 in San Mateo, im US-Bundesstaat Kalifornien geboren und wuchs in Marinwood, einem Stadtteil von Marin County, auf. Von 1991 bis 2000 war sie als Schauspielerin in Film und Fernsehen tätig. Für ihre Darstellung der Hillary in dem Indie-Film Fun erhielt sie 1994 beim Sundance Film Festival einen Sonderpreis der Jury für ihre schauspielerische Leistung. Kevin Smith-Fans ist sie als Trisha „Trish the Dish“ Jones in Mallrats (1995) und Jay und Silent Bob schlagen zurück (2001) bekannt. 2005 wurde die Titan Motion Picture Group gegründet, und sie und ihre Produktionspartner von Titan MPG drehten den Film Family.

## Filmografie
- 1992: Tequila und Bonetti (Tequila and Bonetti)
- 1992–1993: Reasonable Doubts
- 1993: The Wonder Years
- 1993: CBS Schoolbreak Special
- 1993: Harrys Nest (Empty Nest)
- 1993: In der Hitze der Nacht (In the Heat of the Night)
- 1993: The Commish
- 1993: Jailbait
- 1994: Fun
- 1994: The Privilege Cage
- 1995: The Cure
- 1995: Fighting for My Daughter
- 1995: French Kiss
- 1995: Teufel in Blau (Devil in a Blue Dress)
- 1995: Mallrats
- 1996: Cadillac Ranch
- 1996: Drawing Flies
- 1997: Lover Girl
- 1999: Sex Monster (The Sex Monster)
- 1999: Providence
- 1999: Diagnose: Mord (Diagnosis: Murder)
- 2000: Chicks, Man
- 2000: Urban Mythology
- 2001: Hard Luck
- 2001: Jay und Silent Bob schlagen zurück (Jay and Silent Bob Strike Back)
- 2001: Perfect Fit
- 2006: Family
- 2007: Some of an Equation
- 2018: You Can’t Say No